# BY Draconis
BY Draconis är en flarestjärna och roterande variabel av BY Dra-typ (BY) i stjärnbilden Draken. Den är prototypstjärna för en undergrupp av roterande variabler med variationer i luminositet och ljusvariationer på mindre än 0,5 magnituder. BY Dra är också klassificerad som flarestjärna (UV) och är ett stjärnsystem med minst tre stjärnor.
Stjärnan varierar mellan visuell magnitud +8,04 och 8,48 med en period av 3,813 dygn. Huvudkomponenterna BY Dra A och BY Dra B har en omloppstid som beräknats till 5,9751139±0,0000046 dygn.